# Super Bowl X
Super Bowl X var den 10:e upplagan av Super Bowl sedan starten 1967. Matchen spelades mellan AFC-mästarna Pittsburgh Steelers som besegrade NFC-mästarna Dallas Cowboys med 21-17. Steelers blev därmed tredje lag att vinna två Super Bowl i rad efter Green Bay Packers som vann Super Bowl I och II och Miami Dolphins som vann VII och VIII. MVP i matchen blev Steelers wide receiver Lynn Swann som tog emot passningar för totalt 161 yards inklusive en touchdownpassning på 64 yards.